# Грей, Элайша
Элайша Грей (другой вариант имени в русских источниках: Элиша, англ. Elisha Gray; 2 августа 1835[…], Барнсвилл, Огайо — 21 января 1901[…], Ньютонвилл, Мидлсекс) — американский инженер-электрик, соучредитель компании Western Electric Manufacturing Company. Элайша Грей также считается отцом современного музыкального синтезатора, и получил более 70 патентов на свои изобретения. Он был одним из основателей Graybar, приобретя контрольный пакет акций компании вскоре после её создания.

## Биография

### Ранние годы
Родился в семье квакеров в Барнсвилле, округе Бельмонт, штат Огайо. Его отец умер до того, как Элайша закончил школу, поэтому ему пришлось зарабатывать самостоятельно. Элайша стал трудиться в кузнице, но это ремесло давалось ему тяжело. Поэтому он переключился на плотницкое дело и стал изготавливать лодки.
С детских лет был увлечён механикой и его всегда интересовало, как работают различные устройства. Увидев незнакомый механизм, он тут же стремился воспроизвести его. Эта страсть была известна окружающим, и знакомые уговорили его пойти в Оберлинский Колледж.
Элайша Грей пошел на подготовительное отделение колледжа и провел там в общей сложности пять лет, иногда посещая курсы лекций и пользуясь лабораторией колледжа. Сохранилось его письмо знакомому за 1858 год, в котором Элайша поведал о том, что его мысли были устремлены к церковной службе. Но в итоге Элайша продолжил труды на ферме. Но так как он постоянно пропадал в лаборатории колледжа, то времени на урожай не оставалось.
В 1862 году Грэй женился на Делии Минерве Шепард в Оберлине.

### Работа на Вэстерн Юнион
В ходе своих опытов Элайша Грей сконструировал телеграфное реле и 1 октября 1867 года запатентовал его. Он написал о своем изобретении Энсону Стэджеру (Anson Stager), суперинтенданту кливлендского офиса компании Вэстерн Юнион. Тот увидел в молодом экспериментаторе нужный ему потенциал и пригласил в Кливленд на работу в лаборатории.

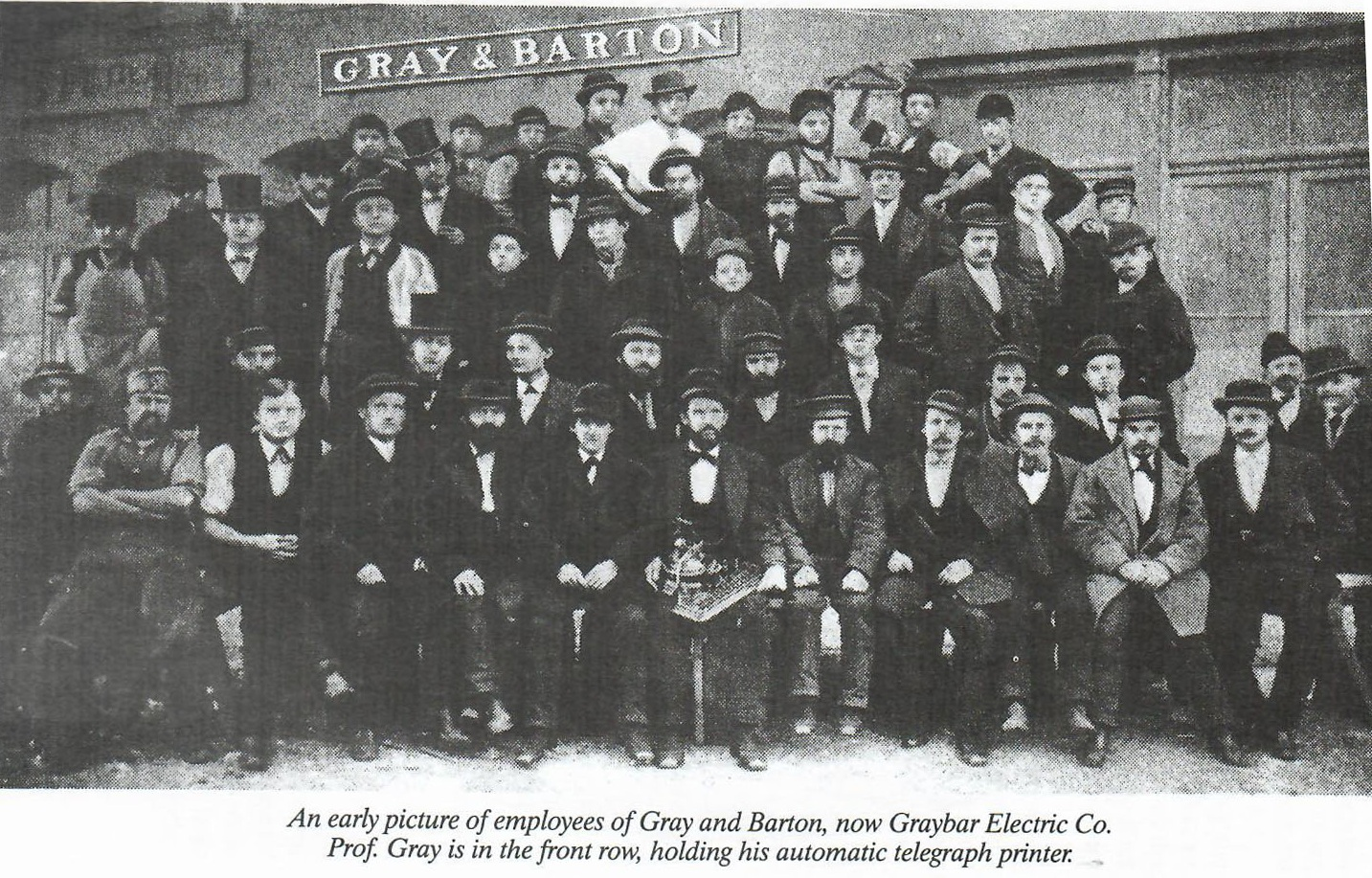
Сотрудники компании "Gray & Barton". Элиша Грей сидит в центре и держит в руках печатающий телеграф собственного изобретения.

В 1867 году руководство Вэстерн Юнион решило закрыть свою мастерскую в Кливленде, а ее бывшие сотрудники решили  начать собственный бизнес. Мистер Джордж Шок (George Shawk), суперинтендант Вэстерн Юнион, закупил оставленное оборудование и основал собственную мастерскую. Вскоре к нему присоединился Инос Бартон (Enos Barton), тоже телеграфист с солидным стажем, и вместе они стали изготавливать телеграфные ключи, системы сигнализации и другие устройства. Мистер Шок был прекрасным механиком, но бизнес вести не умел и не стремился, поэтому осенью 1869 года продал свою долю Элайше Грею. Появилась компания Грея и Бартона (Gray & Barton).
Энсон Стэджер, представитель компании Вэстерн Юнион, стал их основным клиентом, а еще он приобрел долю этой компании и стал инвестором. Он же уговорил Грея и Бартона перевести бизнес в Чикаго. Великий Чикагский Пожар 1871 года разрушил телеграфные линии и офисы Вэстерн Юнион в этом регионе, поэтому вскоре дела у компании Грея и Бартона наладились, ведь нужно было восстанавливать все хозяйство. К тому времени в компании работало уже более 100 человек.
Руководство Вэстерн Юнион решило, что такой поставщик достоин стать частью их корпорации, купило долю в предприятии, вложило 150.000 долларов, и 1 апреля 1872 года основало компанию Вестерн Электрик (Western Electric Manufacturing Company of Chicago). Стэджер стал президентом компании, Бартон вице-президентом, а Элиша Грей стал суперинтендантом.
В 1870 году Грей разработал аннунциатор для гостиниц и ещё один-для лифтов. Он также разработал телеграфный принтер, который имел клавиатуру пишущей машинки и печатал сообщения на бумажной ленте.
В декабре 1874 года Элайша Грей сконструировал мультиплексный телеграф, который мог передавать несколько сигналов одновременно по одному проводу. Для демонстрации своего изобретения он использовал разные устройства, например, струны скрипки. Разные сигналы могли приходить на разные струны скрипки, и передавать мелодии по проводам.
Грей был членом Хартии Пресвитерианской Церкви в Хайленд Парке, штат Иллинойс. В церкви 29 декабря 1874 года Грей впервые публично продемонстрировал свое изобретение для передачи музыкальных тонов и передал «знакомые мелодии по телеграфному проводу», говорится в газетном объявлении. 
27 июля 1875 года Грей получил патент США 166095 на «электрический телеграф для передачи музыкальных тонов» (акустическая телеграфия). В этом устройстве для передачи сообщений служили телеграфные ключи, а приемником служила металлическая мембрана.
Затем Элайша Грей стал совершенствовать конструкцию передатчика и запатентовал гармонический телеграф 15 февраля 1876 года. 

### Битва за телефон

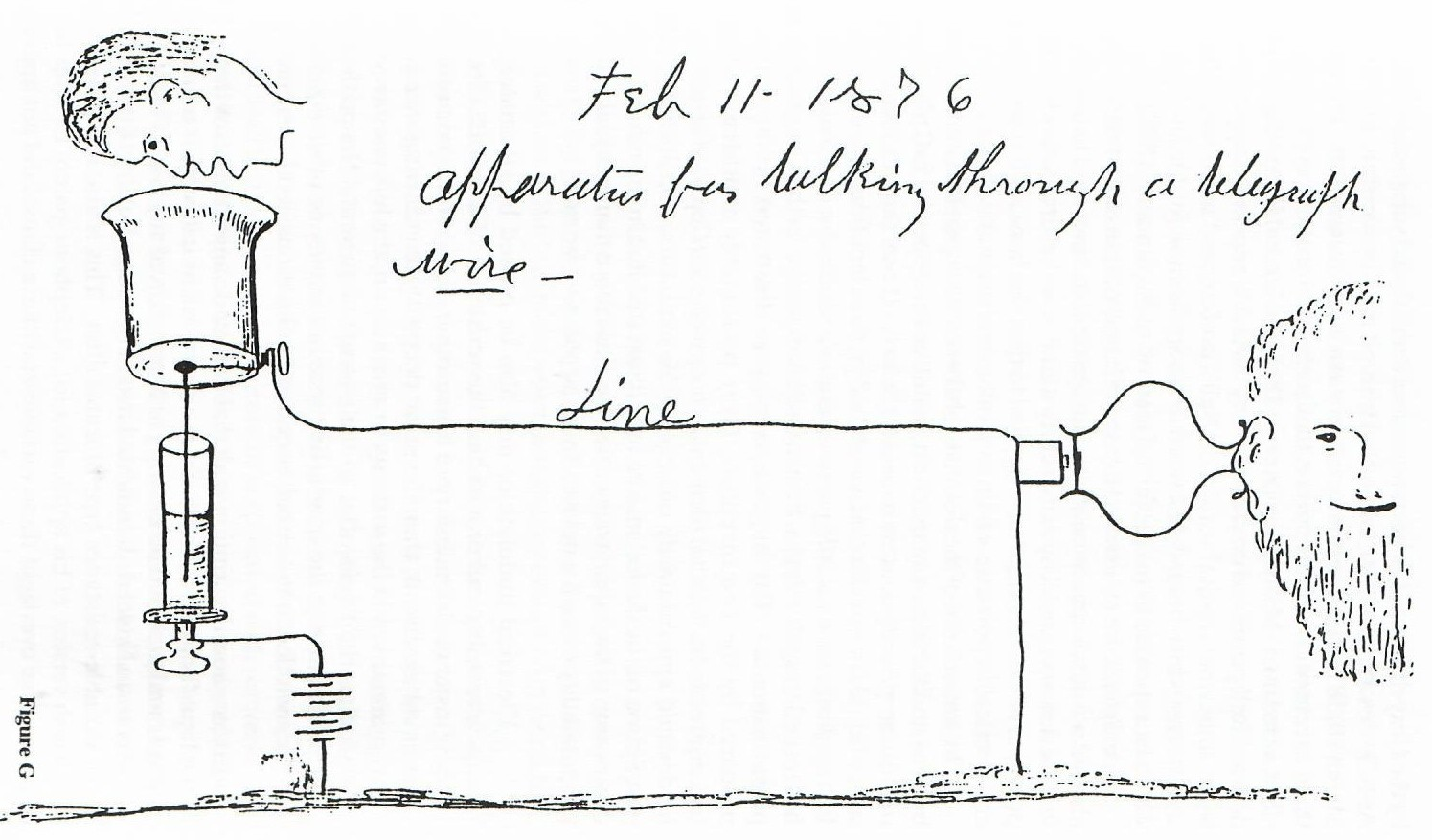
Рисунок Элайши Грея за 11 февраля 1876 года, на котором изображен жидкостный передатчик.

Уже в начале 1876 года Элайша Грей работал над конструкцией телефона Среди его записок сохранился эскиз жидкостного передатчика, который датируется 11 февраля 1876 года. Это единственное изображение конструкции, сделанное до 14 февраля 1876 года, но в последующих судах его не приняли во внимание, как и множество других аргументов против Александра Белла.
14 февраля 1876 года мистер Энтони Поллок (Anthony Pollok), представляющий адвокатскую контору «Бэйли и Поллок» (Bailey & Pollok), подал заявку на патент «Усовершенствования в телеграфии» от имени Александра Белла. В тот же самый день в Бюро Патентов в Вашингтоне пришел мистер Уильям Болдвин (William D. Baldwin) и подал заявку на патент на жидкостный передатчик от имени Элайши Грея. Оба этих чертежа были очень похожи друг на друга. В этот день влюбленных разгорелась страшная вражда, а патент на это устройство до сих пор считается самым дорогим в истории.
Обе заявки принял мистер Зенас Фиск Уилбер (Zenas Fisk Wilber). 19 февраля он написал мистеру Поллоку, что заявка Белла копирует конструкцию мистера Грея. Тогда Поллок и Бэйли решили обратиться к его начальнику, мистеру Эллису Спеару (Acting Comissioner of Patents, Ellis Spear). 24 февраля они написали ему, что провели анализ заявок за тот день, и выяснили, что заявка Белла была подана на несколько часов раньше. Мистер Спеар отменил решение Фиска Уилбера, и 25 февраля обе стороны были уведомлены, что конфликт исчерпан.
Сначала дела телефонной компании Белла были довольно плохи. Сотрудники не получали жалованье месяцами, поставщики отказывались работать с компанией. На фоне всех этих финансовых затруднений появились слухи о том, что Хаббард предлагал компании Вестерн Юнион компанию и все патенты Белла за 100 тысяч долларов, но предложение было отвергнуто.
Телефонная компания Белла подала иск против Вестерн Юнион, обвиняя его в нарушении своей привилегии. Неожиданно для всех, компания Вестерн Юнион согласилась на компромисс с компанией Белла. 10 ноября 1879 года было достигнуто соглашение:
1. Александр Белл признавался изобретателем телефона
2. «Western Union» передает свою телефонную сеть (55 тысяч абонентов в 17 городах) компании Белла (NBTC), та обязывается платить 20 % ее доходов в течение 17 лет, пока патент Белла еще действителен
3. NBTC обязывается никогда не строить телеграфных сетей
После этого стоимость компании Белла стала расти грандиозными темпами. Если в сентябре стоимость акций достигала 300 долларов, но как только на рынке узнали о победе над Вэстерн Юнион, их цена превысила 1000 долларов.
Что же касается Элайши Грея, то его интересы никто не учитывал. Ходили слухи о том, что он получил 100 тысяч долларов за отказ от своих притязаний, но он назвал их ложью. После смерти Элайши Грея в его бумагах нашли краткую записку, гласившую:
«Историю телефона никогда не напишут полностью. Она скрыта за тысячами страниц свидетельских показаний, а еще она лежит на совести людей, чьи уста навеки ЗАКРЫТЫ. Кому-то их закрыла сама смерть, а кому-то золото, что еще надежнее».

### Телаутограф и другие устройства
В 1887 году Элайша Грей изобрел факсимильный аппарат, который он назвал «телаутограф». Это устройство было запатентовано  и его стали продвигать на рынок. В журнале «Производитель и строитель» (The Manufacturer & Builder) Элайша Грей рассказал о пользе своего устройства: «при помощи моего изобретения вы можете, находясь в Чикаго, написать мне письмо, и карандаш в моей лаборатории воспроизведет все ваши движения… Вы можете писать на любом языке, использовать шифр или кодовые слова, но все написанное Вами будет воспроизведено в моем офисе…» Элайша Грей создал собственную компанию (Gray National Telautograph Company), которая исправно работала до полного поглощения корпорацией Ксерокс (Xerox) в 1990-е годы.
Ко всему прочему, Элайша Грей изобретал новые конструкции электромоторов (например, US Patent № 452,429 «Electric motor», Patented May 19, 1891) и постоянно совершенствовал свои устройства, например, улучшал конструкцию телаутографа (например, US Patent № 461,473 «Telautograph», Patented Oct. 20, 1891).

### Преподавание и научная деятельность
В 1878 году Элайша Грей получил звание почетного профессора Оберлинского колледжа, и с 1880 года и до самой смерти был там преподавателем электродинамики. Элайша очень редко вел курсы и принимал экзамены, так как редко появлялся в колледже, и поэтому он читал лекции во время своих визитов. После себя он оставил несколько научных трудов, в одном из которых, «Чудеса природы», он попытался рассказать читателю о своем отношении к изучению естественных наук. В ней он писал, что хоть в ученом сообществе не принято физические явления называть чудесами, но они поражают наблюдателя своей гармонией и логикой, и всякий человек, познающий этот мир, приближается к познанию божественного замысла.
В 1899 году Грей переехал в Бостон, где продолжал изобретать. Один из его проектов заключался в разработке подводного сигнального устройства для передачи сообщений на суда. Одно из таких сигнальных устройств было проверено 31 декабря 1900 года.

## Смерть и наследие
21 января 1901 года Грей умер от сердечного приступа в Ньютонвилле, штат Массачусетс.
В некрологе журнала «Сайнтифик Америкэн» (Scientific American) его называли гением, которого обошли при жизни, но заслужившего бессмертие за свои труды и свершения на благо прогресса. Герберт Кассон (Herbert N. Casson) назвал его лишь самым упорным в стремлении забрать лавры Александра Белла, упрямство которого отвергло приговоры суда.
В 1925 году из компании Вэстерн Электрик (Western Electric) выделилась производственная компания «Грейбар» (Graybar), названная так в честь своих основателей, Грея и Бартона. Она часто попадает в список 500 самых успешных американских корпораций журнала Форчун (Fortune 500), а ее сотрудники чтят память своего основателя.